# Задумін Володимир Олександрович
Задумін Володимир Олександрович (нар. 8 серпня 1947, Київ — 1999) — український редактор, член Національної спілки кінематографістів України.
Закінчив Київський державний університет ім. Т. Г. Шевченка (1971).
Працював на студії «Київнаукфільм», був її керівником. Очолював одну з перших самостійних кіностудій «Четвер», де отримали змогу проявити себе молоді українські режисери-документалісти, які згодом отримали визнання.
В останні роки свого життя Володимир Задумін на студії «1+1» займався придбанням фільмів у далекому й близькому зарубіжжі.

## Фільмографія
Автор сценаріїв фільмів:
- «На шляху до океану»,
- «Республіка орлят»,
- «Ключі до чистого повітря»,
- «Експеримент по темі Океан»,
- «На землі і в космосі» та ін.